# Fumitomo Maeda
Maeda Fumitomo (em japonês:  前田 文友; 1897 – 1965) foi um matemático japonês.
Foi professor da Universidade de Hiroshima.
Publicou monografias sobre teoria dos reticulados e geometria contínua (área de pesquisa algébrica que especialmente John von Neumann iniciou na década de 1930).

## Obras
- Kontinuierliche Geometrien, Grundlehren der mathematischen Wissenschaften 95, Springer 1958
- com Shuichiro Maeda[3]: Theory of Symmetric Lattices, Grundlehren der mathematischen Wissenschaften 173, Springer 1970